# Ньюкаслский договор (1334)
Ньюкаслский договор (англ. Treaty of Newcastle) был заключён 12 июня 1334 года между королём Англии Эдуардом III и возведённым им на шотландский престол Эдуардом Баллиолом. По его условиям к Англии присоединялась большая часть Южной Шотландии. Однако в результате второй войны за независимость Шотландии к 1337 году сторонники короля Давида II изгнали Баллиола из Шотландии, а к 1342 году отвоевали большую часть переданных по условиям договора земель. В 1357 году по условиям Берикского договора Эдуард III признал независимость Шотландии.

## История
Условия Нортгемптонского мира, заключённого в 1328 году между Англией и Шотландией, не устраивали английского короля Эдуарда III. Хотя внешне он не показывал, что не собирается их соблюдать, но не мог пренебречь требованиями, которые высказывала северная знать, называемая в то время «лишёнными наследства». При английском дворе получил убежище и Эдуард Баллиол, сын короля Иоанна, который предъявлял претензии на шотландскую корону.
После смерти короля Шотландии Роберта I Брюса, оставившего малолетнего сына Давида II, Генри де Бомонт предложил выдвинуть в качестве претендента на шотландский трон Баллиола, он же организовал петицию от группы магнатов Эдуарду III, прося разрешить вторгнуться в Шотландию. Хотя король отказался её удовлетворить, но, возможно, оказал некоторую негласную поддержку. В результате Баллиол и Бомонт со своими сторонниками летом 1332 года начали вторжение в Шотландию. Их армии, уступавшей в 10 раз по численности шотландской, удалось в битвах при Кингхорне и Дапплин-Муре разгромить армию регента Шотландии графа Мара. 24 сентября Баллиол был коронован шотландской короной, а само королевство снова погрузилось в хаос войны за независимость.
Парламент, собравшийся в Вестминстере в сентябре, посоветовал Эдуарду III отложить поход в Ирландию, перенеся внимание на северную границу, а также вызвать нового шотландского короля в качестве своего вассала в парламент, который должен был собраться в Йорке зимой 1332/1333 года. Баллиол сообщил Эдуарду III, что признаёт его своим сюзереном, пообещав ему поместья с ежегодным суммарным доходом в 20 тысяч фунтов, а также город, замок и графство Берик. Однако поддержка от английского короля была ограниченной и окончательно прекратилась в течение 6 месяцев. И Эдуард III, и английская аристократия неоднозначно относились к подчинению Шотландии. После длительных дискуссий в собравшемся в январе 1333 года в Йорке парламенте к какому-то решению так и не смогли прийти.
Неожиданное бегство Баллиола после проигранной битвы при Аннане заставило Эдуарда III возобновить войну за власть над северным соседом. Военная кампания стартовала весной 1333 года, всё лето предпринимались вылазки в Шотландию. Основными командующими Эдуарда III были Уильям Монтегю, Генри Перси и Генри Гросмонт, сын графа Ланкастера. В марте англичане осадили Берик, а 19 июля сошлись с шотландцами, которых возглавлял Арчибальд Дуглас, в битве при Халидон-Хилле. Хотя английская армия была в два раза меньше шотландской, ей помогла тактика, которую придумал Генри Бомонт в битве при Даплин-Муре. Король занял оборонительную позицию на холме; прикрытие флангов трёх отрядов спешившихся латников осуществляли лучники. Эдуард III командовал центром, Баллиол — правым флангом, граф Норфолк, вместе с которым находился Джон Элтамский, граф Корнуолл (брат короля), — левым. Кавалерию англичане, наученные опытом проигранной битвы при Бэннокберне, использовать не планировали. Когда шотландские копейщики двинулись вверх по склону холма, на них обрушился град стрел, сея смерть и панику. В итоге они остановились, так и не добравшись до латников. После этого Эдуард повёл свою армию в атаку на испуганных и уставших шотландцев. Сам король вступил в схватку с Робертом Стюартом, сенешалем Шотландии, которому тогда было всего 17 лет. В результате шотландцы стали беспорядочно отступать, их преследовали люди Баллиола, оседлавшие лошадей. Шотландцы в этой битве потеряли многих лучших воинов и магнатов, в том числе 6 графов, которых английский король по-рыцарски похоронил.
Победа принесла Эдуарду III значительное преимущество и престиж. Вскоре сдался Берик. Несколько шотландских магнатов признали английского короля сюзереном, а Баллиол был восстановлен на шотландском троне.

## Договор
После одержанной победы Эдуард Баллиол начал формировать администрацию, а в феврале 1334 года провёл в Холирудском дворце парламент. На нём были отменены все акты, принятые во время правления Брюсов, а также одобрены все обязательства по отношению к Англии, которые новый шотландский король сделал в 1333 году. Все «лишённые наследства» (в первую очередь английские магнаты) были щедро награждены землями в Шотландии.
Договор был подписан 12 июня 1334 года в английском городе Ньюкасл-апон-Тайн. По его условиям Англия фактически присоединила Южную Шотландию, получив «на все времена» графства Дамфисшир, Селкиркшир, Пиблсшир, Роксбургшир, Берикшир и Лотиан. Из всех южных владений на заливе Ферт-оф-Форт сохранила только Стирлинг, Ланарк, Дамбартон, Эр и Голлууэй. Кроме того, Англия получила ещё и остров Мэн. Почти все важные замки в Юго-Восточной Шотландии, в том числе и Эдинбург, Стерлинг, Сент-Эндрюс, Перт и Монтроз, были заняты английскими гарнизонами. 19 июня того же года в Ньюкасле Эдуард Баллиол принёс вассальную присягу Эдуарду III.

## Последствия
Эдуарду Баллиолу не удалось долго удерживать трон. Джон Рэндольф, граф Морей, Роберт Стюарт и сэр Эндрю Морей, возглавившие сопротивление англичанам и ставшие хранителями Шотландии, в то время как юный король Давид II был отправлен во Францию, уже к осени 1334 года смогли отвоевать значительную часть Шотландии. Хотя в августе 1335 года Эдуарду III вновь удалось восстановить положение Баллиола, но вскоре он вновь был изгнан. Поход английского короля в 1336 года успеха не принёс. Английская администрация находилась в оккупированных шотландских землях вплоть до 1337 года. А после того как в 1337 году Эдуард III начал войну против Франции, Шотландия для него отошла на второй план. Шотландцы продолжили отвоевывание страны и к 1342 году англичане контролировали только Берик и Дамфрис.
В 1341 году Давид II вернулся в Шотландию, а Эдуард Баллиол после 1347 года в ней больше не появлялся. В итоге от отрёкся от короны в пользу Эдуарда III. Хотя Давид II в 1346 году после разгрома в битве при Невиллс-Кроссе оказался в английском плену, а англичане вновь захватили некоторые владения в Южной Шотландии, всё внимание Эдуарда III было направлено на войну против Франции. В ноябре 1355 года шотландцы захватили Берик, а после похода Эдуарда III в Лотиан, совершённого им в феврале 1356 года, он в Шотландии не появлялся. 3 октября 1357 года по условиям Бериского договора Давид II был освобождён за выкуп в 100 тысяч марок, которые должны были быть выплачены в течение 10 лет, а Шотландия была признана независимым королевством.